# Rocío Sobrado
Rocío Sobrado es una cantante y actriz mexicana.
Se hizo conocida como cantante en la década de los 80 siendo parte del grupo Click! formado en 1986 y considerado el primer grupo que introdujo el género musical High Energy en México. Temas como Duri Duri, Americano y Alto y Peligroso fueron muy populares no solo en México sino también en el exterior.
Paralelamente a su trabajo como cantante Rocío debutó como actriz en 1985 en la telenovela Abandonada, producida por Alfredo Saldaña y protagonizada por María Sorté y José Alonso. En 1987 participa en La indomable, telenovela producida por Julissa; y al año siguiente participa en la telenovela juvenil Dulce desafío también producida por Julissa y protagonizada por Adela Noriega y Eduardo Yáñez, aquí Rocío interpretó a Gaby la mejor amiga de Beatriz (Ana Urquidi) la hermana de la protagonista quien muere trágicamente de leucemia.
Iniciando 1989 Rocío deja Click! y se dedica exclusivamente a la actuación, obteniendo uno de sus primeros roles importantes en 1990 en la telenovela La fuerza del amor, con el personaje de Luz María que formaba parte del grupo de jóvenes en la historia integrado por otras ascendentes actrices como Gabriela Hassel, Karen Sentíes, Katia del Río y Cecilia Tijerina, entre otras con su amiga Claudia Ortega.
En 1992 interpreta a una de las villanas de Triángulo, telenovela producida por Ernesto Alonso y protagonizada por Daniela Castro y Eduardo Palomo.
Continúa participando durante toda la década de los 90 y 2000 en diversas telenovelas y series de televisión, como María la del barrio, Luz Clarita, Los hijos de nadie y De pocas, pocas pulgas, entre otras. Participa en seis episodios del unitario Mujer, casos de la vida real, y en la tercera temporada de Mujeres asesinas.
En 2009 participó en la tercera versión de la telenovela Corazón salvaje, siendo la doble de las gemelas interpretadas por Aracely Arámbula.

## Filmografía

### Telenovelas
- Quiero amarte (2013-2014) .... Directora
- Triunfo del amor (2010-2011) .... Alma
- Corazón salvaje (2009) .... Doble de Aracely Arámbula
- Juro que te amo (2008-2009).... Enfermera
- De pocas, pocas pulgas (2003) .... Genoveva de Valverde
- Tres mujeres (1999-2000)
- Amada enemiga (1997) .... Rebeca
- Los hijos de nadie (1997) .... Melisa
- Luz Clarita (1996) .... Belinda
- María la del barrio (1995) .... Gracia Valdés
- Triángulo (1992) .... Doris Fernández
- La pícara soñadora (1991)
- La fuerza del amor (1990) .... Luz María
- Dulce desafío (1988-1989) .... Gaby Cuevas
- La indomable (1987)
- Abandonada (1985) .... Milagros

### Series de TV
- Como dice el dicho (2011-2012) .... Doris / Lorena (dos episodios)
- El equipo (2011) .... Rocío (episodio "Tiempos difíciles")
- Mujeres asesinas 3 (2010) .... Alma (episodio "Annette y Ana, nobles")
- La rosa de Guadalupe (2008-2014) .... Varios Capítulos
  - "Seguir al amor" .... Huicha
  - "La novia de mi mejor amigo soy yo" .... Sonia
  - "Llamar la atención" ..... Marlen
  - "Las apariencias engañan" .... Diana
  - "Vivir en paz" .... Sandra
  - "Perdonar con amor" .... Susana
  - "Una gran historia de amor" .... Alicia
  - "Cuando el enemigo está en casa" .... Leslie
  - "Me alquilo para ser novio" .... Ana
- Mujer, casos de la vida real (1997-2007) (seis episodios)

### Discografía con el grupoClick!
- 1987- Con amor para ti
- 1988- Click!